# حسين أبو يوسف
من مشاهير عائلة أبو يوسف العريقة بمصر وأعيان محافظة المنوفية المهندس حسين أبويوسف رائد صناعة البلاستيك بمصر والشرق الأوسط رجل أعمال مصري معروف صاحب شركات مصر بلاست حسين أبويوسف وأولاده بالمنطقة الصناعية الرابعة ب مدينة السادات الصناعية بمصر ابن البرلماني محمودحسانين أبويوسف وأخو عضو مجلس الشعب محمد محمود أبويوسف عضوا مجلس الشعب المصري السابقين عن دائرة أشمون منوفية
ورث المؤرخ له ثروة زراعية عن والده ساعدته في بناء صرح صناعة البلاستيك في مصر وكانت بداية نشاطة الصناعي بالزاوية الحمراء بالقاهرة ثم انتقل بالنشاط إلى المنوفية بالبرانية ومدينة السادات عام 1995م ويذكر أن المصنع بني على سواعد الأداريين والعمال الشرفاءأبناء قريتي البرانيةو الكوادي وجدير بالذكر أن بحوث تطوير صناعة البلاستيك وكسر احتكار صناعة الإسطمبات المستوردة باهظة التكاليف قد بدات بالتعاون مع المركز القومي للبحوث بدأ التفكير بها من قلعته الصناعية
وينتج المصنع معظم متطلبات السوق المصري من المنتجات البلاستيكية ويصدر الباقي للخارج